# Nevada County (Arkansas)
Nevada County is een county in de Amerikaanse staat Arkansas.
De county heeft een landoppervlakte van 1.606 km² en telt 9.955 inwoners (volkstelling 2000). De hoofdplaats is Prescott.